# احمد جحوح
احمد جحوح (انگلیسی: Ahmed Jahouh؛ زادهٔ ۳۱ ژوئیهٔ ۱۹۸۸) بازیکن فوتبال اهل مراکش است.
از باشگاه‌هایی که در آن بازی کرده‌است می‌توان به باشگاه فوتبال اتحاد خمیسات و باشگاه فوتبال مغرب تطوان اشاره کرد.
وی همچنین در تیم ملی فوتبال مراکش بازی کرده‌است.